# Ogechi Onyinanya
Ogechi Onyinanya (26 de maio de 1985) é uma ex-futebolista nigeriana que atuava como goleira.

## Carreira
Ogechi Onyinanya integrou o elenco da Seleção Nigeriana de Futebol Feminino, nas Olimpíadas de 2004. 